# Giro del Belgio 1924
Il Giro del Belgio 1924, tredicesima edizione della corsa, si svolse in cinque tappe tra il 19 aprile e il 26 aprile 1924, per un totale di 1 284 km e fu vinto dal belga Félix Sellier.

## Tappe
| Tappa  | Data      | Percorso            | km    | Vincitore di tappa | Leader cl. generale |
| ------ | --------- | ------------------- | ----- | ------------------ | ------------------- |
| 1ª     | 19 aprile | Bruxelles > Anversa | 269   | René Vermandel     |                     |
| 2ª     |           | Anversa > Liegi     | 223   | Maurice Dewaele    |                     |
| 3ª     |           | Liegi > Lussemburgo | 257   | Félix Sellier      |                     |
| 4ª     |           | Lussemburgo > Namur | 245   | Nicolas Frantz     |                     |
| 5ª     | 26 aprile | Namur > Bruxelles   | 290   | René Vermandel     | Félix Sellier       |
| Totale | Totale    | Totale              | 1 284 |                    |                     |

## Dettagli delle tappe

### 1ª tappa
- Bruxelles > Anversa – 269 km

Risultati
| Pos. | Corridore       | Squadra       | Tempo    |
| ---- | --------------- | ------------- | -------- |
| 1    | René Vermandel  | Alcyon-Dunlop | 9h15'15" |
| 2    | Félix Sellier   | Alcyon-Dunlop | ?        |
| 3    | Maurice Dewaele | Wonder        | ?        |

### 2ª tappa
- Anversa > Liegi – 223 km

Risultati
| Pos. | Corridore       | Squadra       | Tempo    |
| ---- | --------------- | ------------- | -------- |
| 1    | Maurice Dewaele | Wonder-Dunlop | 7h38'11" |
| 2    | Félix Sellier   | Alcyon-Dunlop | ?        |
| 3    | Gérard Debaets  | Labor-Dunlop  | ?        |

### 3ª tappa
- Liegi > Lussemburgo – 257 km

Risultati
| Pos. | Corridore      | Squadra       | Tempo     |
| ---- | -------------- | ------------- | --------- |
| 1    | Félix Sellier  | Alcyon-Dunlop | 10h23'26" |
| 2    | Nicolas Frantz | Alcyon-Dunlop | ?         |
| 3    | Gérard Debaets | Labor-Dunlop  | ?         |

### 4ª tappa
- Lussemburgo > Namur – 245 km

Risultati
| Pos. | Corridore         | Squadra       | Tempo    |
| ---- | ----------------- | ------------- | -------- |
| 1    | Nicolas Frantz    | Alcyon-Dunlop | 7h52'14" |
| 2    | Denis Verschueren | Wonder        | ?        |
| 3    | Félix Sellier     | Alcyon-Dunlop | ?        |

### 5ª tappa
- Namur > Bruxelles – 290 km

Risultati
| Pos. | Corridore      | Squadra       | Tempo     |
| ---- | -------------- | ------------- | --------- |
| 1    | René Vermandel | Alcyon-Dunlop | 11h10'29" |
| 2    | Adelin Benoît  | M.Buysse      | ?         |
| 3    | Nicolas Frantz | Alcyon-Dunlop | ?         |

## Classifiche finali

### Classifica generale
| Pos. | Corridore          | Squadra        | Tempo     |
| ---- | ------------------ | -------------- | --------- |
| 1    | Félix Sellier      | Alcyon-Dunlop  | 46h32'55" |
| 2    | Nicolas Frantz     | Alcyon-Dunlop  | s.t.      |
| 3    | Adelin Benoît      | M.Buysse       | a 5"      |
| 4    | Gérard Debaets     | Labor-Dunlop   | s.t.      |
| 5    | Louis Mottiat      | Alcyon-Dunlop  | a 1'08"   |
| 6    | Theophile Beeckman | Griffon-Dunlop | a 7'12"   |
| 7    | Achille Souchard   | Individuale    | a 9'55"   |
| 8    | Henri De Jaegher   | Wonder         | a 12'21"  |
| 9    | Adolf Van Bruane   | Individuale    | a 12'45"  |
| 10   | Juul Huyvaert      | Labor-Dunlop   | a 18'28"  |